# Y 6000
,
Les Y 6000 forment une série de locotracteurs utilisés notamment par la SNCF.

## Description
On distingue à la SNCF les sous-séries suivantes :
1. les Y 6001 à 6004 de 1951[2],
2. le Y 6013 ex 6298[3] de 1954,

Les Y 6001, 6002 et 6004 sont équipés d'un moteur Renault 561 de 110 kW alors que le Y 6003 est équipé d'un moteur Poyaud 6PDT de 110 kW. 
Tous sont munis d'une transmission électrique par génératrice principale Oerlikon B33a et moteur de traction Oerlikon E33, identique à celle des Y 6200.
Le Y 6013 est équipé d'un moteur Poyaud 6 PDT de 117 kW (160 ch), et est muni d'une transmission hydromécanique Asynchro de 200ch identique à celle équipant la série des Y 6020 et des Y 7020. Il est radié de l'inventaire SNCF le 1er avril 1982.

## Effectifs par réseaux des 1er janvier 1958[2], 1966[3]à celui de 1973[5]et dépôts titulaires[5],[6]
- Réseau Ouest - 3 : 1[2],[3],[5]
- Réseau Sud-Ouest - 4 : 3[2],[3],[5]
- Caen[5]
- Bordeaux - Saint-Jean[5]
- Brive[5]
- Paris - La-Villette[6]
- Marseille-Blancarde[2],[3],[5]

## Engins préservés
- Y 6013 : Association Provençal de Préservation et d'Animation Ferroviaire (APPAF) à Nîmes ;